# 平景清

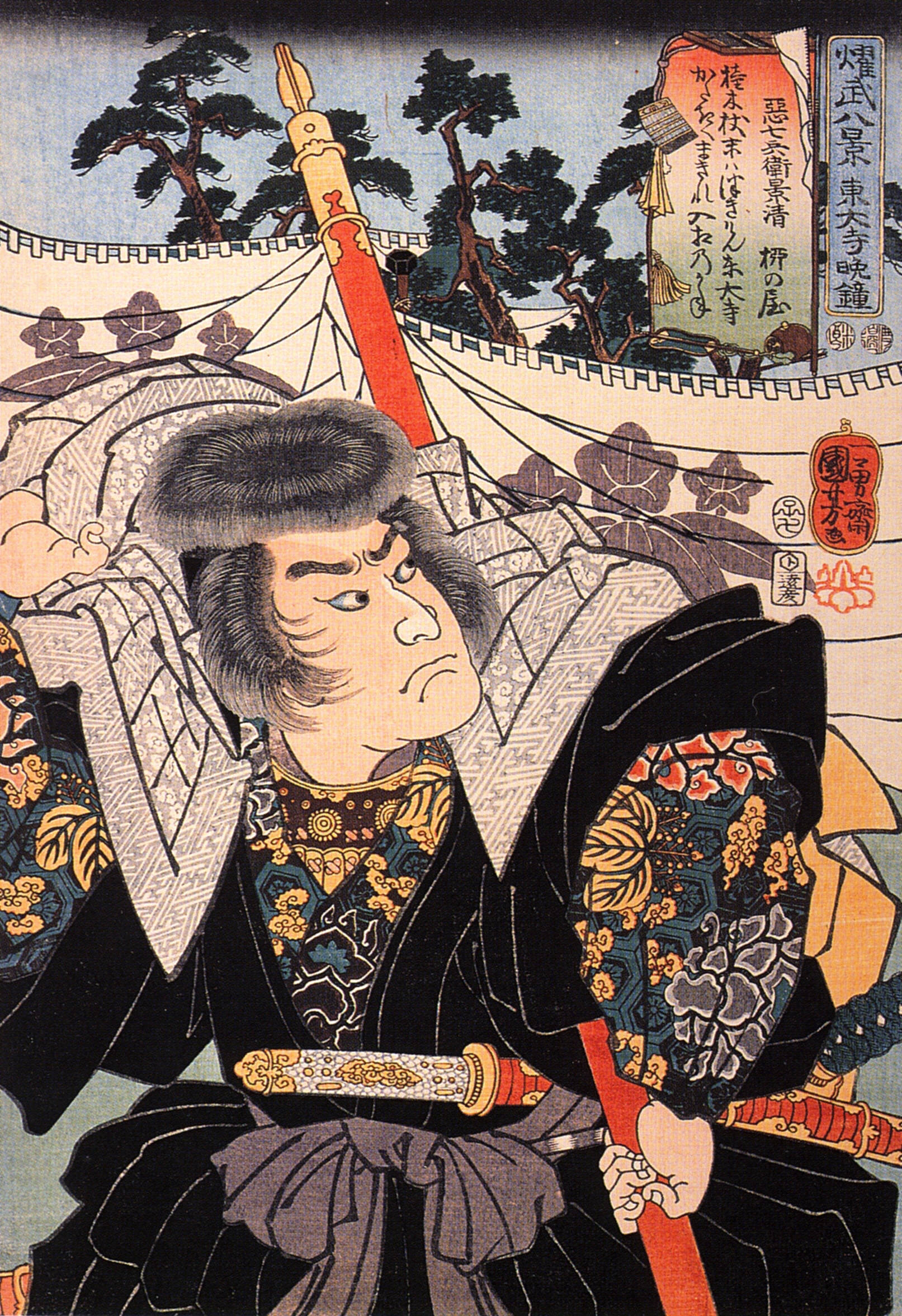
歌川国芳画《妖部八景、大寺晚钟、恶七兵卫景清》

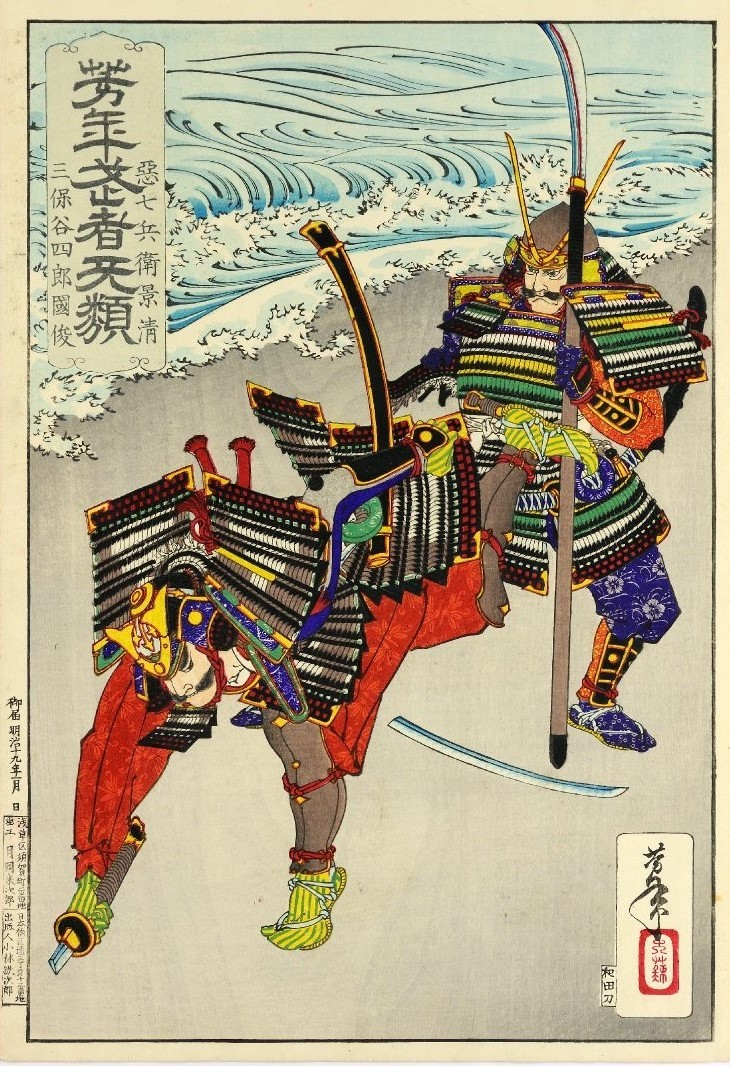
恶七兵卫景清 三保谷四郎国俊 月冈芳年画「芳年武者无類」

藤原景清（ふじわら の かげきよ，？- 建久7（1196）？）是平安时代末期至镰仓时代初期的武士。藤原忠清之子。

## 略历
侍奉平家并参与征战、之后因随同都落而俗称为平氏的平景清。是藤原秀乡的后裔，属于伊势藤原氏（伊藤氏），故又称伊藤景清。通称上総七郎（因为是上總介忠清的第七个儿子）。曾担任信濃守（1180年），兵衛尉。以勇猛闻名，以至于被昵称为「恶七兵卫」（あくしちびょうえ）。
在平安时代末期的治承・寿永之乱中发挥了积极作用。在《平家物语》卷十一的「弓流」一章中，徒手将源氏方的美尾屋十郎的锤状武器（称为"錣"）一把撕碎，这幕被称为「断锤」。据说在坛之浦之战被击败后被俘，据推测是在八田知家的宅邸饿死。
「恶七兵卫」的「恶」并不是反派的意思，而是类似于「惡黨」一样的勇猛。也有传说称其因在坛之浦之战战败后怀疑和杀害曾匿藏他的叔父大日房能忍而得名。然而，近年来有关叔父死因为疾病或事故的说法更为可信。
尽管平景清是一个实际存在但生平却充满谜团的人物，因此很少被视为所谓的平家落人，但各地仍流传着各种传说。因此，景清经常在各种作品中扮演主角。
据说后世为了怀念平景清而建造的墓位于日本大阪市東淀川區的光用寺 。
根据《吾妻鏡》的记载，景清有一个名为上総五郎兵衛尉忠光的兄弟。在建造鎌倉市二階堂永福寺期间企图暗杀源赖朝，但因行为可疑而被捕。

## 传闻
相传平景清被誉为名刀「阿座丸」的持有者。「阿座丸」中的"阿座"（あざ）据说是因为景清看见这把刀上映照出自己脸上的疤痕时而得名。
在军记物语《太平记》中，据说他持有一把名为“癡”的妖刀，这妖刀代表佛教中的三毒之一的“癡”（无知愚昧、愚蠢）。然而据传在坛之浦之战期间被丢入大海。关于这把妖刀的详细情况可参考楠木正成的怨灵传说 。
这故事也传为"涙池"（现位于大阪市东淀川区的小松公园）。据传，景清在大日房能院避难时，一位下人对他说：“请做荞麦面（景清喜欢的）”，然而当时尚未有荞麦面，因此景清误听成“讨伐景清”便误杀大日房。意识到自己的错误后，含泪将带有血迹的刀在池中洗净，摘下头盔并离去。

## 景清之物

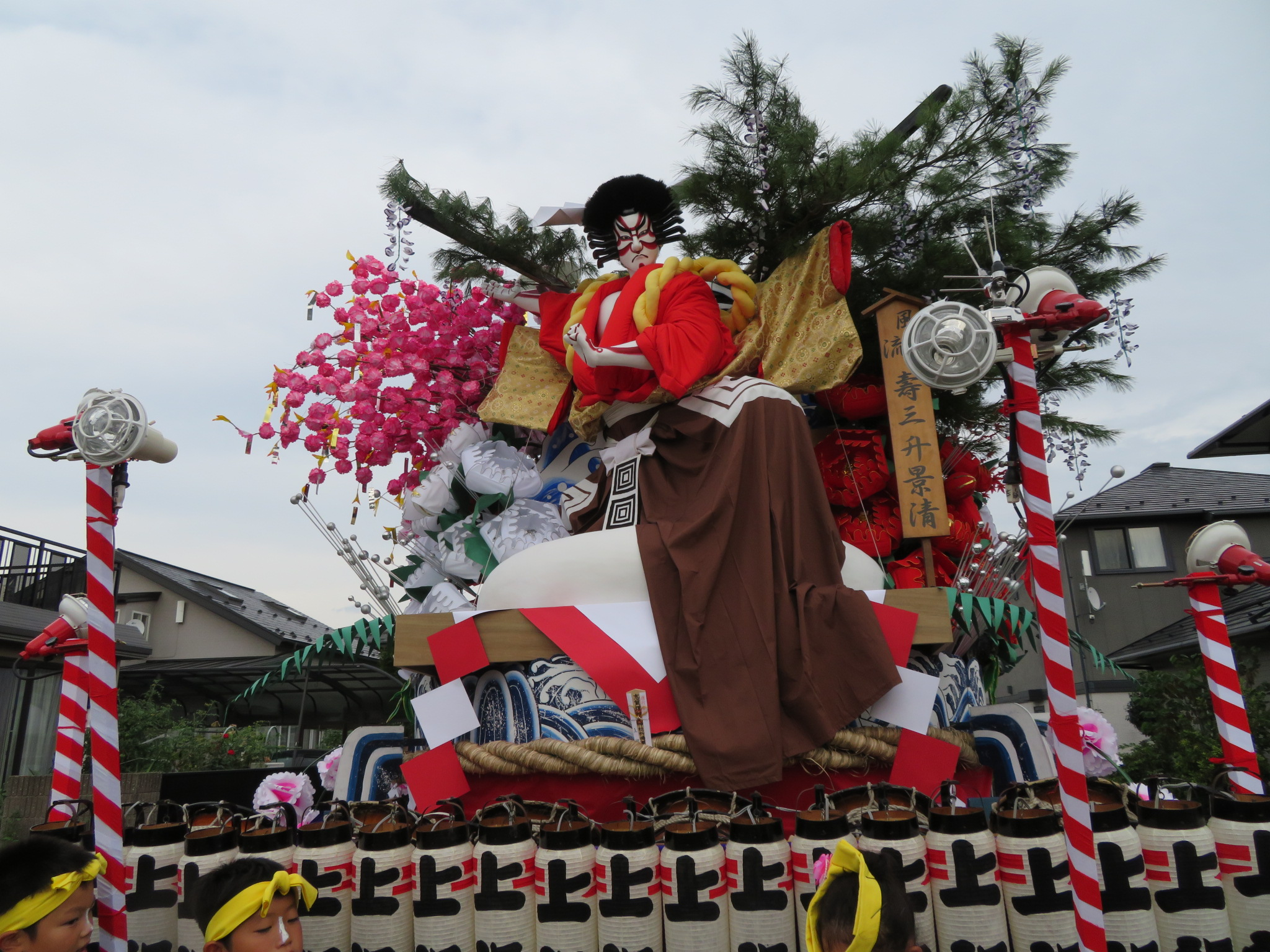
以新歌舞伎剧《寿 三升景清》为原型，位于日本岩手县紫波町的山车。

在古典艺术中，统称以“景清”或“某人实际上是景清”为角色的作品统称为景清物（かげきよもの）。
能・谣曲
- 景清
- 大佛供养（金春流的“奈良朝拜”）

幸若舞
- 景清

人形净瑠璃·歌舞伎
- 出世景清（日语：出世景清）（作者：近松门左卫门）
- 镰仓袖日记
- 大佛殿万代石楚（日语：大仏殿万代石楚）
  - 嬢景清八岛日记（继《大佛堂万代石楚》第三期）
  - 日向岛景清（以《八岛城景清日记》为蓝本的新版，作者：松贯四）
- 坛浦兜军记[6]

- 歌舞伎十八番之内《景清》《関羽》《解脱[7]》《鎌髭（日语：鎌髭）》
  - 寿三升景清（将上述四个与景清有关的戏剧合并为连续的狂言）

落语
- 景清

### 电子游戏
- 動作遊戲源平討魔傳的主角，玩家扮演平景清在日本的各個區域驅除魔物，並最終與宿敵源賴朝展開最終決戰。
- 日本手機遊戲《Fate/Grand Order》中，作為5星Avenger出場。配音員︰早見沙織。[8]

## 脚注
1. ↑  上田正昭、津田秀夫、永原慶二、藤井松一、藤原彰、『コンサイス日本人名辞典 第5版』、株式会社三省堂、2009年　19頁。
2. ↑  三善貞司. . コミュニティ企画. 1989: 56-59,140.
3. ↑  癬丸 （页面存档备份，存于） - 名刀幻想辞典
4. ↑  三善貞司. . コミュニティ企画. 1989: 56-59.
5. ↑  稲垣泰平. . 文芸社. 2008: 142.
6. ↑  .   [2023-05-27]. （原始内容存档于2023-05-28）.
7. ↑  .   [2023-05-27]. （原始内容存档于2023-05-27）.
8. ↑  . ファミ通.com. 2021-01-20  [2023-05-27]. （原始内容存档于2023-05-27） （日语）.

## 相关项目
- 平家物语
- 景清地藏
- 景清地藏堂
- 源平讨魔传
- 裏太郎（日语：うらたろう）
- Routes（游戏）（日语：Routes）